# Opiáceo

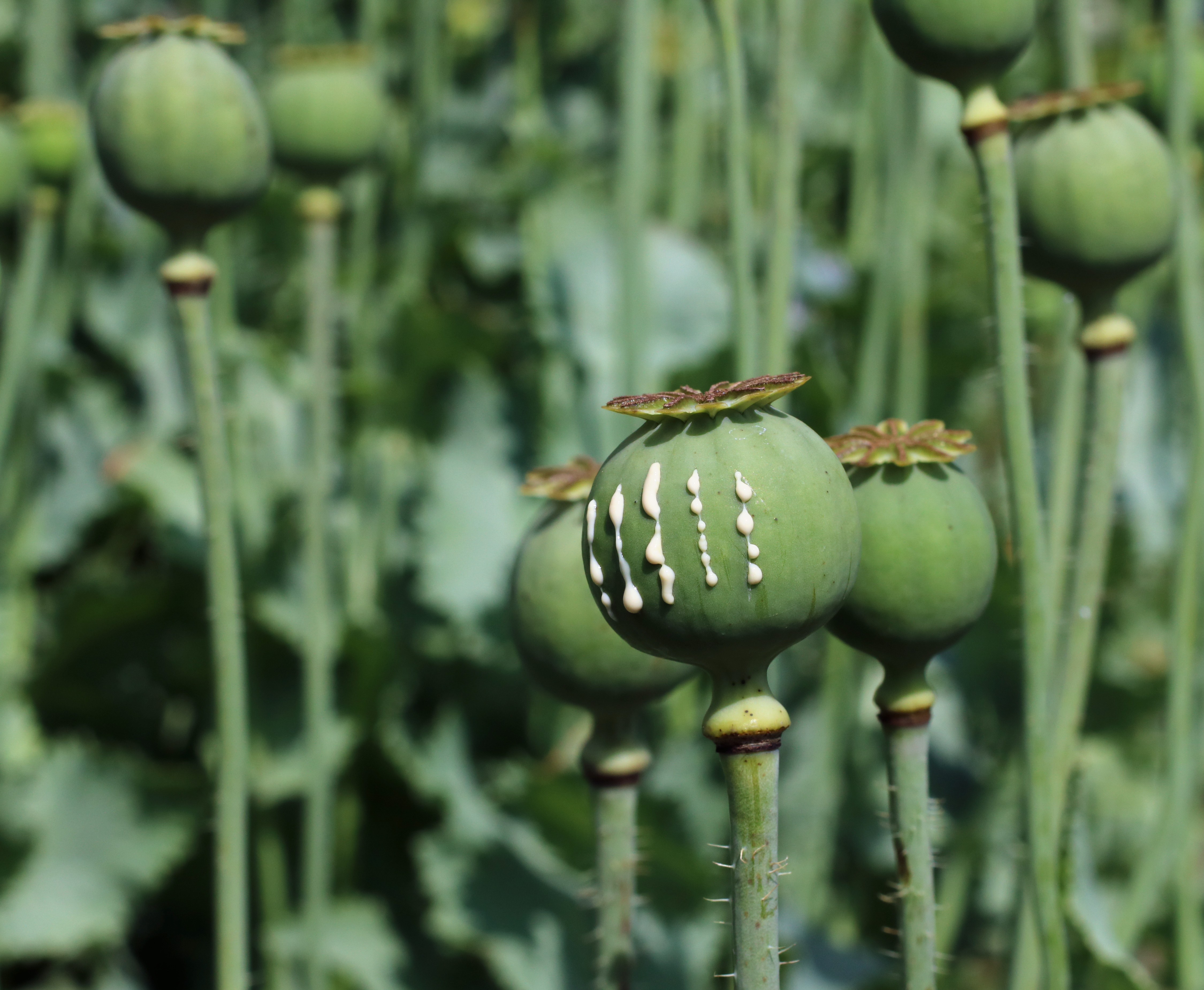
Cápsulas de adormidera.

El término opiáceo se refiere a los alcaloides presentes en el opio, un extracto de la exudación lechosa y blanca obtenida de la incisión de la cápsula de la amapola o adormidera (Papaver somniferum L.). También se ha utilizado tradicionalmente para referirse a los derivados naturales y semi-sintéticos de la morfina.[cita requerida] Este término se usa con frecuencia incorrectamente para referirse a todas las drogas con acción farmacológica similar al opio o a la morfina, que pueden clasificarse más apropiadamente bajo el término opioide que abarca tanto a opiáceos como a compuestos sintéticos.[cita requerida]
Los principales opiáceos provenientes del opio son la morfina, codeína, y tebaína. La papaverina también es un opiáceo, pero prácticamente no tiene efecto sobre el sistema nervioso central, por lo que no se considera un opioide.[cita requerida]